# Vinnie Vincent
Vincent John Cusano conhecido como Vinnie Vincent (Bridgeport, 6 de agosto de 1952), é um guitarrista e compositor norte-americano, famoso pela sua passagem pela banda Kiss, entre 1982 e 1984.
Vincent também trabalhou compondo para um programa de televisão, chamado "Happy Days" (escrevendo canções que Joanie e Chachi cantavam no show) e também formou sua banda, Vinnie Vincent Invasion.

## Carreira
No último dia do ano de 1982, os fãs do Kiss foram surpreendidos: exatamente na festa de reveillon, Ace Frehley não apareceu. No seu lugar, na guitarra, apareceu um rosto - e uma máscara - desconhecidos, com o desenho da Cruz Egípcia (Ankh, símbolo do antigo Egito, que se refere à nova vida). Era Vinnie Vincent, substituto de Ace que já havia deixado o grupo.

"Maquiagem utilizada na época do Kiss"

Vinnie já estava envolvido com o Kiss antes mesmo da sua entrada no grupo, pois foi co-autor de três faixas do disco Creatures Of The Night e solou em algumas faixas do mesmo disco. Naquele reveillon de 1982 em Illinois, Vinnie apareceu tocando sem sequer ser anunciado. Vinnie participou de toda a turnê deste disco, inclusive na primeira passagem da banda pelo Brasil, em 1983, os quais foram os últimos com a tradicional maquiagem.
Vinnie gravou Lick It Up, mas ao final da turnê deixou o grupo. Futuramente, afirmou que seu pagamento era de apenas US$ 550 semanais.
Após isso partiu para carreira solo, formou a banda Vinnie Vincent Invasion, que durou até 1988.
Vinnie ficou fora da mídia por algum tempo. Compôs músicas com Gene para o disco Revenge.  Eles fizeram “Unholy”, “Heart Of Chrome” e “I Just Wanna”. Futuramente, ele chegou a afirmar que queria voltar para a banda nesta época.
O músico fez participações em Kiss Expos, eventos ligados à sua ex-banda, em 1996, mas tocava apenas algumas músicas. Nesta época, lançou um EP intitulado “Euphoria”, com quatro músicas inéditas até então.
Em 1997, Vincent concedeu uma entrevista coletiva para anunciar que processaria seus ex-colegas de banda, Paul Stanley e Gene Simmons, sob acusação de calote. O guitarrista foi derrotado sucessivas vezes na justiça. Ele pediu royalties pelas contribuições de “Lick It Up”, mas acabou sendo derrotado e teve que pagar US$ 66 mil em honorários e US$ 15 mil em outros custos. Após contribuir com “Revenge”, o músico exigiu direitos autorais fora do combinado por contrato, contudo, a decisão judicial também não foi favorável.
Em 2000, foi encontrado o corpo de sua ex-esposa, que havia desaparecido tempos atrás. Vinnie tem duas filhas (gêmeas).
Em maio de 2011, Vinnie retornou à mídia por ser preso por agressão doméstica contra sua esposa, que além desse escândalo os policiais encontraram quatro cães mortos em recipientes lacrados na própria residência, Vinnie e sua esposa alegaram que esses cães foram mortos por um outro cão bravo que eles mesmos mantinham em sua propriedade. Após esse acontecimento, circulou na internet uma foto do guitarrista que foi divulgada pela polícia do Tennessee, era a primeira foto dele em mais de 10 anos, já que ele havia passado mais de uma década sem aparecer em público.
Em janeiro de 2014, sua segunda esposa, Diane Cusano, faleceu vítima de complicações causadas pelo alcoolismo, tornando Vinnie viúvo pela segunda vez. No mesmo ano, ele leiloou praticamente tudo relacionado à sua carreira, como guitarras Jackson utilizadas durante seu período no KISS, um cinto que ele utilizou na capa do disco “Lick It Up”, figurinos utilizados na época de mascarado, direitos autorais das 21 músicas dos dois discos do Vinnie Vincent Invasion e até mesmo um contrato empregatício, sem assinatura, entre Vinnie e o KISS.
Em janeiro nos dias 19 e 20 do ano de 2018 Vinnie Vincent anunciou seu retorno e também a volta de sua banda solo, o Vinnie Vincent Invasion, durante o evento Atlanta Kiss Expo 2018, responsável por marcar a primeira aparição pública do músico em mais de 20 anos. O grupo retomou suas atividades após ter sido encerrado em 1988.
Em 30 de outubro de 2018, o músico realizou uma pequena apresentação em uma festa pré-Kiss Kruise em Miami, ao lado da banda Four By Fate. Durante sua breve apresentação, Vinnie Vincent e Four By Fate tocaram as músicas “Lick It Up”, “I Love It Loud” e “Cold Gin”.
Em 2020, lançou o box Vinnie Vincent Autographed Merchandise Pack, que trouxe itens como camisetas, CDs, DVD, posters, entre outros itens autografados.

## Discografia

### Kiss
- Creatures of the Night (1982)
- Lick It Up (1983)
- Revenge (1992) *créditos apenas como compositor

### Coletâneas
- Smashes, Thrashes & Hits (1988)
- Alive III (1993) *créditos apenas como compositor
- Kiss Unplugged (1995) *créditos apenas como compositor
- The Box Set (2001)
- The Very Best of Kiss (2002)
- Kiss Symphony: Alive IV (2003) *créditos apenas como compositor
- The Best of Kiss, Volume 2: The Millennium Collection (2004)
- The Best of Kiss, Volume 3: The Millennium Collection (2006) *créditos apenas como compositor
- Kiss Alive! 1975-2000 (2006) *créditos apenas como compositor
- The Best of KISS: Green Series (2008)
- Playlist Plus (2008)
- Playlist Your Way (2008)
- Jigoku-Retsuden (2008) *créditos apenas como compositor
- 15 Classics (2008) *apenas através de download digital
- 15 Discoveries (2008) *apenas através de download digital
- 45 The Complete Collection (2008) *apenas através de download digital
- Alive! The Millennium Concert (2008) *créditos apenas como compositor/apenas através de download digital

### Vinnie Vincent Invasion
- Vinnie Vincent Invasion (1986)
- All Systems Go (1988)
- Euphoria (EP) (1996)

### Black Satin
- Black Satin featuring Fred Parris (1976)

### The Hitchhikers
- The Hitchhikers (1976)

### Wendy O. Williams
- WOW (1984 Passport)

"Ain't None Of Your Business" *compositor (Simmons, Carr & Vincent) & Guitarra

### Peter Criss
- Let Me Rock You (1982)

### John Waite
- No Brakes (1984 EMI)

Compositor de "Tears" (1981)

### Dan Hartman
- Instant Replay (1978)

Guitarra rítmiva e violão, tamborim e backing vocal

### Laura Nyro
- Nested (1978)

### Treasure
- Treasure (1977 Epic)

Guitarra e vocais principais em "Innocent Eyes" & "Turn Yourself Around"
(com Felix Cavaliere: do The Rascals)

### Felix Cavaliere
- Castles in the Air (1979)

### HEAT
- Still Waiting (1981)

### Álbuns Tributo e singles
- Kiss My Ankh: A Tribute to Vinnie Vincent (2008)
- Virtual Invasion – Gypsy in Her Eyes (2017)
- Virtual Invasion – Young Blood, Young Fire (2018)
- Virtual Invasion – Forbidden (2018)
- Virtual Invasion - Tears (2020)

### The Bangles
- Everything (1988) *crédito como compositor e guitarra em "Make a Play for Her Now"[19]

### Was Not Was
- Born to Laugh at Tornadoes (1983)

### Warrior
- Warrior (2017 HNE Recordings). Coletânea de demos.
- Warrior II (2019 HNE Recordings). Outra coletânea de demos.